# Гаррісон (Техас)
Гаррісон (англ. Garrison) — місто (англ. city) в США, в окрузі Накодочес штату Техас. Населення — 789 осіб (2020).

## Географія
Гаррісон розташований за координатами 31°49′34″ пн. ш. 94°29′38″ зх. д. / 31.82611° пн. ш. 94.49389° зх. д. (31.826034, -94.493774).  За даними Бюро перепису населення США в 2010 році місто мало площу 3,04 км², з яких 3,04 км² — суходіл та 0,00 км² — водойми.

## Демографія
Згідно з переписом 2010 року, у місті мешкало 895 осіб у 325 домогосподарствах у складі 213 родин. Густота населення становила 294 особи/км².  Було 385 помешкань (127/км²).
Расовий склад населення:
| - 67,4 % — білих - 24,8 % — чорних або афроамериканців - 1,3 % — азіатів - 4,7 % — осіб інших рас |

До двох чи більше рас належало 1,8 %. Частка іспаномовних становила 9,3 % від усіх жителів.
За віковим діапазоном населення розподілялося таким чином: 25,7 % — особи молодші 18 років, 53,1 % — особи у віці 18—64 років, 21,2 % — особи у віці 65 років та старші. Медіана віку мешканця становила 38,2 року. На 100 осіб жіночої статі у місті припадало 83,0 чоловіків;  на 100 жінок у віці від 18 років та старших — 76,4 чоловіків також старших 18 років.
Середній дохід на одне домашнє господарство  становив 39 309 доларів США (медіана — 32 266), а середній дохід на одну сім'ю — 43 464 долари (медіана — 37 031). За межею бідності перебувало 25,9 % осіб, у тому числі 34,2 % дітей у віці до 18 років та 8,5 % осіб у віці 65 років та старших.
Цивільне працевлаштоване населення становило 264 особи. Основні галузі зайнятості: освіта, охорона здоров'я та соціальна допомога — 39,0 %, роздрібна торгівля — 12,5 %, виробництво — 12,1 %.